# Alfonso Bartoli

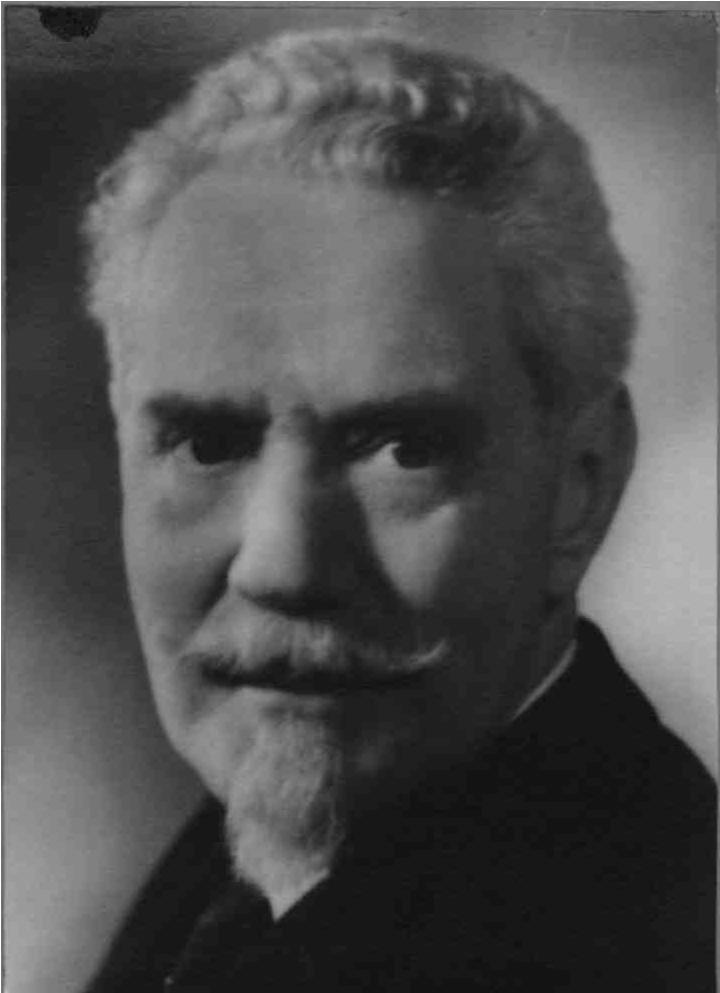
Alfonso Bartoli

Alfonso Bartoli (* 1. Januar 1874 in Foligno, Provinz Perugia; † 26. Januar 1957 in Rom) war ein italienischer Klassischer Archäologe.
Bartoli war zwischen 1925 und 1945 Leiter der Ausgrabungen des Palatin und des Forum Romanum war und grub dort an verschiedenen Stellen insbesondere die archaischen Sakralbrunnen beim Tempel der Vesta und das Gebäude der Curia Iulia aus, das er von den mittelalterlichen Aufbauten befreite. In den 1930er Jahren wurde unter seiner Leitung unter anderem die Basilica Aemilia vollständig freigelegt und teilweise restauriert. Er war ferner von 1939 bis 1943 Mitglied des Senats (Senato del Regno).

## Leben
Alfonso Bartoli, Sohn von Cherubino Bartoli und Paola Filomena Chiappini, absolvierte ein Studium der Klassischen Archäologie an der Universität La Sapienza in Rom, welches er mit einem Laurea in lettere beendete. Er war als Universitätsdozent sowie als Grabungsinspektor tätig und war von 1915 bis 1933 Privatdozent für Römische Topografie am Lehrstuhl von Rodolfo Lanciani an der Universität Rom. Er war zwischen 1919 und 1931 Mitglied der Pontificia Accademia Romana di Archeologia, der Römischen Päpstlichen Akademie der Archäologie, und wurde für seine Verdienste am 6. Oktober 1921 Kommandeur des Ordens der Krone von Italien. Am 21. Dezember 1925 wurde er zudem Mitglied der Società romana di storia patria, der Römischen Gesellschaft für Heimatgeschichte.
Nach dem Tod von Giacomo Boni am 19. Juli 1925 war er als dessen Nachfolger von 1925 bis 1945 Leiter der Ausgrabungen des Palatin und des Forum Romanum (Sovrintendente del Palatino e del Foro Romano). Er grub dort an verschiedenen Stellen insbesondere die archaischen Sakralbrunnen beim Tempel der Vesta und das Gebäude der Curia Iulia aus, das er von den mittelalterlichen Aufbauten befreite. In den 1930er Jahren wurde unter seiner Leitung unter anderem die Basilica Aemilia vollständig freigelegt und teilweise restauriert. Für seine Verdienste wurde er am 11. Februar 1926 auch Ritter des Ordens der Heiligen Mauritius und Lazarus. Daneben war er Mitglied des Instituts für Archäologie und Kunstgeschichte (Istituto di archeologia e storia dell’arte), der Accademia di San Luca, der Päpstliche Akademie der schönen Künste und der Literatur (Accademia artistica dei virtuosi al Pantheon), der Gesellschaft für den Fortschritt der Wissenschaften (Società Italiana per il Progresso delle Scienze), des Deutschen Archäologischen Instituts sowie des Instituts für Höhere Studien von Montevideo (Istituto di studi superiori di Montevideo). Er wurde zudem Ritter des dänischen Dannebrogordens, Offizier der französischen Ehrenlegion sowie Kommandeur des schwedischen Nordstern-Ordens.
Am 10. Mai 1939 wurde Alfonso Bartoli für seine wissenschaftlichen Verdienste zum Mitglied des Senats (Senato del Regno) ernannt und gehörte diesem vom 14. Dezember 1939 bis zum 5. August 1943 an. Während seiner Senatszugehörigkeit war er zwischen dem 23. Januar 1940 und dem 14. Juli 1943 erst Mitglied sowie zuletzt vom 14. Juli bis zum 5. August 1943 Sekretär des Ausschusses für öffentliche Arbeiten und Kommunikation (Commissione dei lavori pubblici e delle comunicazioni). Unter der Regierung Bonomi wurde er am 7. August 1944 vom Obersten Gerichtshof für Sanktionen gegen den Faschismus (Alta Corte di Giustizia per le Sanzioni contro il Fascismo) angeklagt. Ihm wurde vorgeworfen, als Senator für die Aufrechterhaltung des Faschismus und die Ermöglichung des Krieges verantwortlich gewesen zu sein, sowohl durch Stimme als auch durch individuelle Aktionen, einschließlich Propaganda innerhalb und außerhalb des Senats. Durch Beschluss des Gerichtshofs vom 30. Oktober 1944 verlor er seinen Sitz im Senat. Die dagegen gerichtete Berufung wurde durch Beschluss vom 8. Juli 1948 zurückgewiesen.
Er war mit Pia Matteuci Carini verheiratet.

## Veröffentlichungen (Auswahl)
Monographien
- I monumenti antichi di Roma nei disegni degli Uffizi di Firenze. 1–6. Rom 1914–1921.
- Il Foro Romano il Palatino. Mailand 1925.
  - deutsch: Forum Romanum und Palatin. Mailand 1925.
- I lavori della Curia, Rom 1938.

Artikel
- Domus Aurea nella topografia medievale di Roma, in: Rendiconto dell’Accademia nazionale dei Lincei, classe di scienze morali, storia e filosofia, s. 5, 18 (1909), S. 224–230
- Avanzi di fortificazioni medievali del Palatino, in: Rendiconto dell’Accademia nazionale dei Lincei, classe di scienze morali, storia e filosofia, s. 5, 18 (1909), S. 527–539
- Per la conservazione di alcune memorie medievali comprese nella Passeggiata Archeologica, in: Rendiconto dell’Accademia nazionale dei Lincei, classe di scienze morali, storia e filosofia, s. 5, XVIII (1909), S. 540–552;
- Ultime vicende e trasformazione cristiana della Basilica Emilia, in: Rendiconto dell’Accademia nazionale dei Lincei, classe di scienze morali, storia e filosofia, s. 5, 21 (1912), S. 758–766
- Il Chartularium del Palatino, in: Rendiconto dell’Accademia nazionale dei Lincei, classe di scienze morali, storia e filosofia, s. 5, 21 (1912), S. 767–72
- Il tempio di Antonino e Faustina, in: Monumenti Antichi Lincei, 23 (19, 4), S. 949–974
- Gli Horrea Agrippiana e la diaconia di s. Teodoro, in: Monumenti Antichi Lincei, 23 (19, 4), S. 374–402
- La recinzione meridionale del Foro Traiano, in: Memorie della Pontificia Accademia Romana di Archeologia, 3, 1, 2 (1924), S. 177–191.
- Il Senato romano in onore di Ezio, in: Rendiconto della Pontificia Accademia Romana di archeologia, Ser. 3, 22 (1946–47), S. 267–273
- La statua porfiretica della Curia, in: Notizie degli scavi di antichità, s. 8, 1 (1947), S. 85–100
- Il culto della Mater Deum Magna Idaea e di Venere Genitrice sul Palatino, in: Memorie della Pontificia Accademia Romana di Archeologia, s. 3, VI, 23 (1947), S. 229–239
- L’ultimo relitto dell’archivio imperiale sul Palatino, in: Rendiconto della Pontificia Accademia Romana di archeologia, s. 3, 23–24 (1947–49), S. 269–275
- L’acropoli di Ferentino, in: Bollettino d’arte, XXXIV (1949), S. 293–306
- Ferentinum, Ferentinuni Novum, Ferentinum Maius, in: Rendiconto della Pontificia Accademia Romana di archeologia, s. 3, 25–26 (1949–1951), S. 153–156
- Lavori nella sede del Senato romano al tempo di Teodorico, in: Bollettino della Commissione archeologica comunale di Roma, 73 (1949–50, 1952), S. 77 ff.
- Il fregio figurato della Basilica Emilia, in: Bollettino d’arte, 35 (1950), S. 289–294
- Ricordi di Elagabalo nella sede del Senato romano, in: Rendiconto della Pontificia Accademia Romana di archeologia, s. 3, 27 (1951–54), S. 47–54
- Ferentino. Ricerche epigrafiche e topografiche, in: Rendiconto della Pontificia Accademia Romana di archeologia, s. 8,9IX (1954), S. 470–605
- Tracce di culti orientali sul Palatino imperiale, in: Rendiconto della Pontificia Accademia Romana di archeologia, s. 3, 29 (1956–57), S. 13 f.